# ميخائيل توبياس
ميخائيل توبياس (بالإنجليزية: Michael Tobias)‏ هو متسلق الجبال أمريكي، ولد في 27 يونيو 1951.

## وصلات خارجية
- ميخائيل توبياس على موقع IMDb (الإنجليزية)
- ميخائيل توبياس على موقع قاعدة بيانات الفيلم (الإنجليزية)